# Saint-Loup-d'Ordon
Saint-Loup-d'Ordon is een gemeente in het Franse departement Yonne (regio Bourgogne-Franche-Comté) en telt 212 inwoners (1999). De plaats maakt deel uit van het arrondissement Sens.

## Geografie
De oppervlakte van Saint-Loup-d'Ordon bedraagt 18,1 km², de bevolkingsdichtheid is 11,7 inwoners per km².
De onderstaande kaart toont de ligging van Saint-Loup-d'Ordon met de belangrijkste infrastructuur en aangrenzende gemeenten.

## Demografie
Onderstaande figuur toont het verloop van het inwonertal (bron: INSEE-tellingen).